# Kaspar Gottfried Schweizer
Kaspar Gottfried Schweizer (Wyla, kanton Zürich, 16. veljače 1816. – 6. srpnja 1873.), švicarski astronom. 1839 je godine otišao u Königsberg gdje je asistirao Friedrichu Wilhelmu Besselu. Od 1841. do 1845. radio je na Pulkovskom opservatoriju gdje mu je nadređeni bio Friedrich Georg Wilhelm von Struve. 1845. godine otišao je u Moskvi gdje je postao profesor matematike i astronom. Radio na opservatoriju Moskovskog sveučilišta, čijim je poslije bio direktorom. Otkrio je pet kometa i otkrio jedan objekt Novog općeg kataloga, NGC 7804 11. studenoga 1864. godine.

## Vanjske poveznice
- GND
- HDS
- ISNI
- SUDOC
- VIAF
- WorldCat